# تپه موت‌آباد
تپه موت آباد مربوط به دوره ساسانیان است و در شهرستان اراک، بخش مرکزی، دهستان معصومیه، روستای موت آباد واقع شده و این اثر در تاریخ ۲۶ اسفند ۱۳۸۷ با شمارهٔ ثبت ۲۶۱۲۱ به‌عنوان یکی از آثار ملی ایران به ثبت رسیده است.